# Haramza László
Haramza László (Mohács, 1961. július 6. – ?, 2021. május 10.) magyar operaénekes (tenor).

## Díjai, elismerései
- Budapesti Operabarátok Alapítványának ösztöndíjasa (2003/2004)

## Híres szerepei
- Donizetti: Don Pasquale – Ernesto
- Erkel: Hunyadi László – V. László
- Haydn: Halászlányok – Frisellino
- Händel: Julius Caesar – Sextus
- Leoncavallo: Bajazzók – Beppo
- Mozart: Szöktetés a szerájból – Belmonte
- Mozart: A varázsfuvola – Tamino, Monostatos, 1. Pap
- Puccini: Tosca – Spoletta
- Rossini: A sevillai borbély – Almaviva gróf
- J. Strauss: A cigánybáró – Barinkay Sándor
- Verdi: Traviata – Alfredo Germont, Gaston
- Weber: Abu Hasszan – Abu Hasszan